# Вјатска митрополија
Вјатска митрополија (рус. Вятская митрополия) митрополија је Руске православне цркве.
Образована је одлуком Светог синода од 4. октобра 2012, а налази се у оквиру граница Кировске области. У њеном саставу се налазе три епархије: Вјатска, Уржумска и Јаранска.